# Haiyan, Jiaxing
Haiyan, även romaniserat Haiyen, är ett härad i östra Kina, och tillhör Jiaxings stadsprefektur i provinsen Zhejiang. Befolkningen uppgick till 387 723 invånare vid folkräkningen år 2000, varav 110 458 invånare bodde i huvudorten Wuyuan. Häradet var år 2000 indelat i nio köpingar (zhèn) och tre socknar (xiang). 